# Municipio de Jackson (condado de Butler, Pensilvania)
El municipio de Jackson (en inglés: Jackson Township) es un municipio ubicado en el condado de Butler en el estado estadounidense de Pensilvania. En el año 2000 tenía una población de 3.645 habitantes y una densidad poblacional de 66.5 personas por km².

## Geografía
El municipio de Jackson se encuentra ubicado en las coordenadas 40°48′57″N 80°06′13″O / 40.81583, -80.10361.

## Demografía
Según la Oficina del Censo en 2000 los ingresos medios por hogar en la localidad eran de $46,992 y los ingresos medios por familia eran $53,710. Los hombres tenían unos ingresos medios de $42,531 frente a los $25,987 para las mujeres. La renta per cápita para la localidad era de $23,141. Alrededor del 8,3% de la población estaban por debajo del umbral de pobreza.